# Osamu Maeda
Pour les articles homonymes, voir Maeda.
Osamu Maeda (前田 治, Maeda Osamu) est un footballeur japonais né le 5 septembre 1965 à Fukuoka au Japon.